# Lykos (Sohn des Aigyptos)
Lykos (altgriechisch Λύκος Lýkos, deutsch ‚Wolf‘) ist in der griechischen Mythologie einer der 50 Aigyptiaden genannten Söhne des Königs Aigyptos.
Wie alle Söhne des Aigyptos wird Lykos mit einer der 50 Töchter des Danaos, den Danaiden, vermählt und heiratet Agaue. Auch Lykos wird wie seine Brüder mit Ausnahme des Lynkeus von seiner Gattin in der Hochzeitsnacht umgebracht. Sein abgetrennter Kopf wurde als Zeichen der vollbrachten Tat dem Danaos vorgelegt.